# Фёдорова, Инна Ивановна
И́нна Ива́новна Фёдорова (2 октября 1905, Казань, Российская империя — 1 мая 1990, Москва, СССР) — советская киноактриса, жена советского кинорежиссёра Константина Юдина.

## Биография
Агриппина Фёдорова родилась  2 октября 1905 года в Казани в семье слесаря и крестьянки. Отец Иван Фёдоров погиб в 1919 году при исполнении служебных обязанностей в 5-й пожарной части. После его смерти 16-летняя Агриппина Фёдорова устроилась телефонисткой в ту же самую пожарную часть, где работал её отец. В 1926 году она поступила на актёрский факультет Государственного техникума кинематографии (ныне ВГИК), который окончила в 1930 году.
С 1931 по 1932 годы была актрисой кинофабрики «Восток-кино», с 1932 по 1933 годы — Первого комсомольского театра Краснопресненского района. В 1933 году вошла в штат киностудии «Мосфильм», а в 1945 году — в труппу Театра-студии киноактёра. В 1948 году, в связи с сокращением штата театра, Агриппина Фёдорова была уволена, а в 1957 году вновь зачислена в театр, в котором проработала до 1983 года.
Дебютировала в кино в 1927 году. Начинала с ролей молодых героинь, а с возрастом перешла на роли сильных волевых женщин и характерные роли.
Была женой кинорежиссёра Константина Юдина. Умерла 1 мая 1990 года в Москве, похоронена на Новодевичьем кладбище (участок № 5).

## Фильмография
1. 1927 — Бабы рязанские — эпизод
2. 1928 — Смеётся жизнь — Феня
3. 1930 — Стыдно сказать — Варя
4. 1931 — Рождённый вновь — Катя
5. 1935 — Лётчики — лётчица
6. 1936 — Леночка и виноград
7. 1936 — Партийный билет — Таня
8. 1936 — Поколение победителей — Сафроновна
9. 1936 — Чудесница — доярка
10. 1937 — Ленин в Октябре — кондукторша
11. 1938 — Если завтра война... — жена командира
12. 1938 — Волга, Волга — женщина (нет в титрах)
13. 1939 — В поисках радости — Маша
14. 1939 — Степан Разин — Дарья
15. 1940 — Бабы — Любка (нет в титрах)
16. 1941 — Дело Артамоновых — работница фабрики, шпулишница (нет в титрах)
17. 1942 — Секретарь райкома — эпизод
18. 1943 — Актриса — медсестра (нет в титрах)
19. 1943 — Она защищает Родину — Аграфена
20. 1945 — Близнецы — Полина
21. 1948 — Молодая гвардия — хозяйка дома в Фокино (нет в титрах)
22. 1948 — Путь славы — эпизод
23. 1948 — Три встречи — машинистка
24. 1950 — Смелые люди — цветочница (нет в титрах)
25. 1954 — Шведская спичка — торговка
26. 1956 — На подмостках сцены — торговка яблоками
27. 1957 — Гуттаперчевый мальчик — Варвара Акимовна
28. 1957 — На графских развалинах — мать Яшки
29. 1958 — Дело «пёстрых» — Голикова, соседка потерпевшей
30. 1958 — Жизнь прошла мимо — соседка
31. 1959 — В твоих руках жизнь — соседка Насти
32. 1959 — Муму — Устинья, жена Гаврилы Андреича (в титрах А. Федорова)
33. 1960 — Испытательный срок — Кукушкина Анна Ивановна, дворничиха (в титрах И. Федорова)
34. 1960 — Хлеб и розы — Агафья
35. 1961 — Битва в пути — эпизод
36. 1961 — Дуэль — Дарья, прислуга
37. 1961 — Евдокия — эпизод (нет в титрах)
38. 1961 — Карьера Димы Горина — мать Ивана Москалёва
39. 1962 — Вступление — баба на кладбище
40. 1962 — Молодо-зелено — хозяйка
41. 1965 — Время, вперёд! — бригадир
42. 1965 — Как вас теперь называть? — мать Майкова
43. 1965 — Лебедев против Лебедева — эпизод
44. 1965 — Мы, русский народ — партизанка
45. 1965 — Они не пройдут — эпизод
46. 1965 — Тридцать три — санитарка
47. 1965 — Человек без паспорта — эпизод
48. 1966 — По тонкому льду — хозяйка квартиры
49. 1966 — Душечка — эпизод (нет в титрах)
50. 1966 — Я солдат, мама — эпизод
51. 1968 — Золотой телёнок — эпизод (нет в титрах)
52. 1968—1971 — Люди на Ниле (СССР, Египет) — русская мать
53. 1970 — Сердце России — эпизод
54. 1970 — Впереди день — нянечка в детском саду
55. 1970 — Карусель (новелла «Циник») — посетительница зоопарка (нет в титрах)
56. 1972 — Зимородок — Михалина, партизанка
57. 1975 — Я — Водолаз 2 — мать Криницкого
58. 1976 — Безотцовщина — хозяйка дома
59. 1977 — Смешные люди! — экономка
60. 1983 — Букет фиалок — Агриппинушка, вдова
61. 1984 — Мёртвые души (1-я и 4-я серии) — дама